# 부르잖아요, 아자젤 씨.
《부르잖아요, 아자젤 씨.》(일본어: よんでますよ、アザゼルさん。 욘데마스요, 아자제루상.[*])는 고단샤의 잡지 《이브닝》(일본어: イブニン 이부닝구[*]) 2007년도 21호부터 연재되고 있는 일본의 만화가 쿠보 야스히사의 만화이다.(현재 완결)

## 애니메이션
2011년 4월부터 마이니치 방송, AT-X, BS11, TOKYO MX에서 방송되고 있다. 성우와 제작진은 OVA와 같다.

### 제작진
- 원작 - 쿠보 야스히사
- 감독 - 미즈시마 쓰토무
- 캐릭터 디자인·총 작화감독 - 다니구치 준이치로
- 미술감독 - 오구라 히로마사
- 미술 설정 - 이와쿠마 아카네
- 소품 디자인 - 우에다 미노루
- 색채 설계 - 사토 마유미
- 촬영감독 - 아라이 에이지
- 편집 - 우에마쓰 준이치
- 음향감독 - 와카바야시 가즈히로
- 음악 - 다카기 류지
- 프로듀서 - 이다 이쿠노, 하야시 겐키
- 애니메이션 제작 - 프로덕션 I.G
- 제작 협력 - 고단샤, 킹 레코드, 클록 웍스, 메모리텍
- 제작 - 아쿠타베 탐정사무소

### 주제가
오프닝 테마 〈대유행!!〉(ぱんでみっく!!)
작사 - nyanyannya / 작곡 - sham / 편곡 - Team.네코캔
노래 - Team.네코캔 feat.요네쿠라 지히로